# Półwysep Tazowski
Półwysep Tazowski (ros. Тазовский полуостров) – półwysep położony w azjatyckiej części Rosji, w Jamalsko-Nienieckim Okręgu Autonomicznym, między Zatoką Obską a Zatoką Tazowską. Ma 200 km długości i ok. 100 km szerokości. Teren półwyspu porasta roślinność tundrowa. Znajdują się na nim złoża ropy naftowej. 